# Kościół św. Stanisława we Włocławku
Kościół św. Stanisława we Włocławku – kościół rzymskokatolicki znajdujący się we Włocławku. 

## Historia
Na początku dwudziestego wieku, na przedmieściu Włocławka zwanym Bularką, zaplanowano utworzenie parafii. Przemysłowiec Leon Bojańczyk ofiarował na cel plac budowy świątyni plac, fundusze i pół miliona cegieł. Plany związane z budową świątyni przerwała I wojna światowa, a cegły zagrabili niemieccy żołnierze. 
Dopiero we wrześniu 1926 sufragan biskup Wojciech Owczarek poświęcił fundamenty i dokonał wmurowania aktu erekcyjnego pod budowę kościoła. Projekt w 1927 wykonał Adolf Buraczewski. Nawiązywał do stylu neobarokowego. . Realizację budowy pokrzyżowała kolejna wojna. Do 1939 roku ukończono korpus świątyni i oddano do użytku nawę główną, nawy boczne oraz dwie zakrystie. Podczas wojny służył jako magazyn cykorii.
W latach pięćdziesiątych dwudziestego wieku dokonano poświęcenia kościoła. Ceremonia miała miejsce 26 października 1958 – konsekracji dokonał biskup ordynariusz Antoni Pawłowski. 
Obecnie w kościele św. Stanisława Biskupa i Męczennika u zbiegu ulic Żeromskiego i Wiejskiej, w dzielnicy Południe, znajdują się m.in. nastawy stiukowe głównego ołtarza, zaprojektowane i wykonane przez artystę plastyka Antoniego Bisagę oraz witraż zaprojektowany i wykonany przez Elżbietę i Andrzeja Bednarskich z Rypina.
Dzwonnica została zaprojektowana przez włocławianina Wojciecha Bromirskiego. Kolorystykę wnętrza kościoła również zaprojektował włocławianin, artysta plastyk Włodzimierz Kaniewski.